# Дитрих, Йозеф
Йо́зеф «Зепп» Ди́трих (нем. Josef "Sepp" Dietrich; 28 мая 1892, Хаванген — 21 апреля 1966, Людвигсбург) — немецкий военачальник времён нацистской Германии, оберстгруппенфюрер СС и генерал-полковник танковых войск СС, кавалер Рыцарского креста Железного креста с Дубовыми листьями, Мечами и Бриллиантами.

## Детство и юность
Родился  28 мая 1892 года в деревне Хаванген близ Меммингена в Швабии (тогда в составе Баварского королевства) в католической семье лавочника Палагиуса Дитриха, имевшей также двух младших сыновей (оба погибли на полях Первой мировой войны) и трёх дочерей.
Во время учёбы в школе подрабатывал учеником, а затем подмастерьем у пекаря, потом освоил профессию механизатора.
После окончания восьмилетней школы некоторое время работал механизатором в сельском хозяйстве, совершил путешествие по Австрии и Италии (где выучил итальянский язык), затем учился гостиничному делу в швейцарском Цюрихе.
18 октября 1911 году был зачислен рядовым в Баварскую армию и проходил службу во 2-й батарее 4-го Баварского полевого артиллерийского полка, но уже 17 ноября 1911 года был демобилизован в связи с травмой, полученной при падении с лошади. Комиссия признала его ограниченно годным, то есть в мирное время ему путь в армию был закрыт, но во время войны шанс стать военным ему всё же предоставлялся. А Зепп мечтал стать солдатом.
Вернувшись в Кемптен, где в это время жили его родители, из-за инвалидности не мог работать по специальности и стал разносчиком в булочной.

## Первая мировая война
В 1914 году, после начала войны, пошёл добровольцем в армию. 6 августа 1914 года Дитрих стал рядовым 7-го Баварского полевого артиллерийского полка, а после окончания короткой подготовки переведён в 6-й Баварский резервный полк, с которым он ушёл во Фландрию.
С началом войны все баварские войска были включены в состав 6-й армии. После прибытия на фронт во Фландрии, 6-я Баварская резервная дивизия, в которую входил полк, вступила в бой в секторе Сент-Ив-Гелювельт под Ипром. В ночь на 1 ноября 1914 года баварцы атаковали деревню Витсхэте южнее Ипра, удерживавшуюся силами 400 британских солдат Йоменского кавалерийского полка территориальных войск, и в ходе короткой ожесточённой схватки выбили их с позиций. В этом бою Дитрих был дважды ранен — шрапнельной пулей в правую ногу и кавалерийской пикой в лоб.
После лечения в госпитале Дитрих был зачислен в 7-й Баварский полевой артиллерийский полк и направлен в баварскую артиллерийскую школу в Зонтхофене, откуда летом 1915 вернулся на фронт, теперь уже унтер-офицером.
В боях на Сомме он был во второй раз серьёзно ранен — рядом с ним взорвался снаряд. Дитриха засыпало землёй и контузило, а осколок снаряда попал ему в правую сторону головы. За это ранение Дитрих получил право носить чёрный знак «За ранение».
В 1916 году Дитрих был переведён в 11-ю баварскую дивизию, с которой принял участие в боях на Итальянском фронте, битве при Капоретто. За свои подвиги в Италии был награждён австрийской серебряной медалью «За отвагу».
В ноябре 1916 года Дитриха зачислили в 10-ю батарею 37-мм пехотных орудий, которая являлась составной частью штурмового батальона «Кальсов» (Sturmabteilung Calsov). В это время батальон являлся учебной частью, готовившей кадры для дивизионных штурмовых рот. Но ещё до конца 1916 года батальон получил номер «5» (а через несколько месяцев — «3») и был придан 5-й полевой армии.
1917 год Дитрих провёл в непрерывных боях в составе 3-й армии. На участке этой армии союзники наносили вспомогательный удар Апрельского наступления. 14 ноября 1917 года Дитрих получил Железный крест 2-го класса.
19 февраля 1918 года его откомандировали в 13-й Баварский штурмовой танковый батальон (Bavarian Sturmpanzerkampfwagen Abteilung 13), размещённый в Берлине-Шёнберге. В апреле данный батальон был отправлен на фронт — Бёвилль, Фландрия. Имея за плечами опыт пехотинца и артиллериста, обслуживал 6-фунтовые пушки трофейного британского танка Мк IV, переименованного немцами в «Мориц» (у К. Залесского. Командиры «Лейбштандарта» Астрель 2006 (стр.13) — это немецкий танк А7V). 31 мая 1918 года (К.Залесский (стр.13) — 01.06.1918) «Мориц», заряжающим в экипаже которого был Дитрих, во время боя с французскими войсками у форта Ла-Помпель, севернее Реймса попал в воронку от снаряда, при попытке выбраться из которой произошёл перегрев двигателя. Поскольку атака не удалась и германская пехота отступила командир танка лейтенант Фуксбауер принял решение покинуть танк и отступить. Машину было решено подорвать. Фельдфебель Лейнауер, унтер-офицер Дитрих и водитель Йохан Майер взорвали танк, чтобы не оставлять его противнику. Задача была выполнена, но при этом погиб Лейнауер. За наступление в Шампани Зепп Дитрих получил Железный крест 1-го класса, а 5 июля 1918 был так же награждён Баварским крестом «За военные заслуги» 3-го класса с короной и мечами.
15 июля 1918 года Дитрих принял участие в наступлении к юго-востоку от Суассона (в составе экипажа танка А7V «Вольф» (командир Фуксбауер)). Но его боевая машина была повреждена в самом начале атаки. В начале октября 1918 года 13-й танковый батальон был направлен к северу от Камбре, где уже было сосредоточено несколько танковых батальонов. В ноябре 1918, потерявший все свои танки, 13 батальон был отведён в Германию.
В Германской империи началась революция. 9 ноября 1918 года император Германии Вильгельм II покинул страну и сдался голландским пограничникам. По всей стране в войсках начали создаваться Советы солдатских депутатов. В 13-м Баварском танковом батальоне первым председателем был избран — унтер-офицер Зепп Дитрих. 16 ноября 1918 года баварские танкисты (без танков) прибыли в столицу Баварии — Мюнхен, где вскоре батальон расформировали, а Дитриха зачислили в его старый 7-й Баварский полевой артиллерийский полк.
26 марта 1919 года Зепп Дитрих был официально демобилизован из армии в звании вице-вахмистра.

## Фрайкор
После войны Дитрих вступил в сформированный ариософским «Обществом Туле» верхнебаварский добровольческий корпус «Оберланд» («Oberland») и в мае 1919 года участвовал в ликвидации Баварской Советской республики. За взятие Мюнхена был награждён свастичным крестом с мечами, учреждённым «Обществом Туле» для своих членов, сражавшихся в составе фрайкора «Оберланд».
Вернувшись в Баварию, поступил в учебное подразделение Баварской земельной полиции (нем. Landespolizei) в чине унтер-офицера 1 октября 1919 года. 24 февраля 1920 года, по окончании курса подготовки и в звании вахмистра, был назначен командиром разведывательного взвода, 1-й группы земельной полиции, дислоцировавшейся в Мюнхен-Обершлиссхейм (что то вроде части быстрого реагирования с лёгкими бронемашинами на вооружении).
17 февраля (К.Залесский (стр. 16) — 18 февраля) 1921 года женился на 24-х летней Барбаре (Бетти) Зейдль, с которой состоял в браке до апреля 1937 года (брак распался так как Барбара не могла иметь детей).
В 1921 году, в составе Добровольческого корпуса «Оберланд», принял участие в обороне Верхней Силезии от поляков.
3 мая 1921 года польские войска (называвшиеся частями самообороны), при покровительстве Франции, вторглись в Верхнюю Силезию. Страны-победительницы официально предупредили правительство Германии о запрете использования в данном конфликте регулярных частей рейхсвера. Поэтому было принято решение использовать добровольцев (тайно поддержанных рейхсвером оружием и деньгами). Дитрих прибыл в Верхнюю Силезию в составе 2-й роты штурмового батальона «Тейя» (названного в честь остготского короля VI века, долго оспаривавшего у восточно-римских легионов власть над Италией). В 20-х числах мая «Оберланд» и другие добровольцы начали наступление на отряды польской самообороны (которых теперь уже поддерживала примерно бригада Войска Польского и французские военные советники). 21 мая в битве при Аннаберге (первом военном столкновении с внешним противником, выигранным германскими войсками после 1918 года), добровольцы обратили противника в бегство, после чего бойцы штурмового отряда «Тейя» и «Верхне-Силезской самообороны» подняли над горой Аннаберг чёрно-бело-красный флаг кайзеровской Германии, уже переставший быть символом государства и официально заменённый чёрно-красно-жёлтым флагом Веймарской республики. В тот же день страны Антанты предупредили немецкое правительство, о недопустимости активизации добровольцев и о возможности прибытия в Верхнюю Силезию частей Войска Польского. Берлин официально объявил добровольцев вне закона и полностью лишил их поддержки. Несмотря на это Добровольческим корпусам удалось не допустить оккупации польской самообороной Верхней Силезии и сорвать франко-польские планы о включении этого региона в состав Польши. В начале июля 1921 года Лондону (выступавшему с самого начала против польской интервенции) удалось убедить Францию вывести поляков обратно в Польшу.
Дитрих пробыл в Силезии скорее всего примерно до октября 1921 и вернувшись приступил к исполнению своих обязанностей в мюнхенской полиции.
В ноябре 1921 года, под нажимом Берлина и Антанты, баварское правительство распустило Добровольческий корпус «Оберланд». Правда, до этого, в октябре была вполне законно невоенизированная политическая организация «Союз Оберланд» (Bund Oberland), объединившая всех бывших добровольцев-оберландовцев.
2 сентября 1923 года Гитлер создал Германский боевой союз (Deutsche Kampfbund), в составе которого объединил свои Штурмовые отряды (СА), «Союз Оберланд» и очень на него похожий "Имперский флаг (Reichsflagge).

## Пивной путч и вступление в НСДАП
8 и 9 ноября 1923 года Дитрих, в составе «Союза Оберланд» (порядка 800 человек в основном ветераны Первой мировой), принял участие в «Пивном путче» Гитлера — Людендорфа, за что в 1934 году был награждён «Орденом крови», хотя активного участия Дитрих не принимал. Дело в том, что 1-й батальон «Оберланда» в первый день «путча» заперли в казармах, а 2-й батальон 9 ноября несколько отклонился от маршрута и, так не приняв участия в основных событиях, был мирно разоружён частями рейхсвера.
После подавления «путча» был уволен из полиции (1924 год) и отстранён от государственной службы, в связи с чем работал продавцом в табачном магазине «Австрийской табачной компании», официантом в пивной, заправщиком на бензоколонке, получал средства к существованию от случайных заработков. Наконец, его взял к себе в гараж Кристиан Вебер (одно время считался одним из ближайших к Гитлеру людей, но особой карьеры не сделал). Убеждённый нацист Вебер уговорил Дитриха, который и до встречи с ним разделял идеи НСДАП, вступить в партию Гитлера. Уже в мае 1928 года Дитрих принял участие в избирательной кампании НСДАП по выборам в рейхстаг (в результате — 12 мест в немецком парламенте из 491).
1 мая 1928 году вступил в НСДАП (членский билет № 89015), 5 мая — в СС (личный номер 1177).1 июня 1928 года получил звание штурмфюрера СС. Дитрих возглавил мюнхенский штурм СС и таким образом на него легли обязанности по охране Гитлера, во время его пребывания в Мюнхене. В то время Гитлер в основном находился в столице Баварии и таким образом Дитрих оказался в ближайшем окружении фюрера. Дитрих обращал на себя внимание простыми манерами и грубым чувством юмора, при этом был превосходным спортсменом, увлекался боксом, фехтованием, конным спортом и стендовой стрельбой. Вскоре Йозеф (Зепп), которого Гитлер считал идеальным телохранителем, стал любимцем будущего фюрера.
Довольно быстро штурм СС в Мюнхене был расширен до штурмбанна СС (батальона), а Дитрих автоматически 1 августа 1928 года стал штурмбаннфюрером СС. Уже в сентябре 1929 года он был поставлен во главе 1-го штандарта СС (1.SS-Standarte «Sturm 1», впоследствии — «SS-Traditionssturm») (место дислокации — Мюнхен), таким образом Дитриху подчинялись все бойцы СС в столице Баварии. Фактически же он остался командиром личных телохранителей вождя.
Так как в СС жалованье получали лишь рейхсфюрер СС и несколько функционеров, партия нашла Дитриху место упаковщика в центральном партийном издательстве НСДАП «Франц Эхер Ферлаг ГмбХ» (Franz Eher Verlag GmbH). Данная работа позволяла значительное время уделять СС. Гитлер стал постоянно брать его с собой в автомобильные поездки по стране, правда пока «на общественных началах», но это способствовало быстрому карьерному росту. В ряде случаев Дитрих подменял личного шофёра Рейхсфюрера СС Юлиуса Шрека (получавшего зарплату из партийной кассы).

## Подъём по нацистской лестнице
11 июля 1930 года Дитрих возглавил 1-й абшнит СС (объединение нескольких штандартов СС) со штабом в Мюнхене. В данной должности он находился до 14 августа 1931 года.
14 сентября 1930 году штандартенфюрер СС Йозеф Дитрих стал депутатом рейхстага от НСДАП (было избрано 107 депутатов от нацистской партии) по 5-му избирательному округу в Нижней Баварии.
31 октября 1930 оберфюрер СС (10.10.1930) Зепп Дитрих, вместе с командованием 1-м абшнитом СС, возглавил ещё и оберабшнит СС «Юг». Под его командованием оказались все части Общих СС на Юге Германии. Так же с 11 июля по 1 августа 1931 он считался командиром 4-го абшнита СС со штабом в Брауншвейге. Но при всех этих назначениях обязанности Дитриха были прежними — обеспечение безопасности Гитлера. Он лично отбирал людей в команду сопровождения фюрера (SS Begleitkommando Der Führer) — небольшая группа телохранителей, сопровождавшая Гитлера во время его поездок по Германии во время президентских выборов 1932 года. Эти бойцы СС были одеты в чёрные мотоциклетные куртки, а на голове — лётные шлемы. Вооружены — револьверами и хлыстами из кожи бегемота. На Дитриха же была возложена задача по охране резиденции нацистской партии в Мюнхене — дворца Барлова, более известного как Коричневый дом.
31 июля 1932 года состоялись очередные выборы в германский рейхстаг. Дитрих шёл по своему родному 25-му избирательному округу Верхняя Бавария — Швабия. На этих выборах НСДАП получила 230 мест (одно у Зеппа Дитриха).
C 1 октября 1932 года назначен на должность руководителя оберабшнитта «Север», со штаб-квартирой в Гамбурге, которую занимал до 19 апреля 1933 года.
В 1932 году рейхсканцлер Франц фон Папен распустил недавно избранный, но неуправляемый рейхстаг и объявил новые выборы на 6 ноября. В новый парламент прошло 196 нацистских представителя, в том числе и Дитрих (по 25-му округу).
30 января 1933 года рейхспрезидент Гинденбург назначил рейхсканцлером Германии Адольфа Гитлера.

## Приход нацистов к власти. Ночь длинных ножей
Последние выборы, в довоенной Германии, состоялись 5 марта 1933 года. На них Дитрих баллотировался всё по тому же округу и был снова избран. Депутатом Рейхстага он оставался до конца Третьего рейха.
17 марта 1933 года Гитлер приказал создать охрану Имперской канцелярии. Выполняя задание фюрера Дитрих создал подразделение СС "Штабная стража СС «Берлин» (SS-Stabswache Berlin) и отобрал для него 117 человек. Его соответственно освободили от обязанностей руководителя оберабшнита СС «Север» и назначили «Руководителем для особых поручений». С самого начала Дитрих фактически был выведен из подчинения рейхсфюрера Гиммлера и напрямую подчинялся Гитлеру. Это очень не нравилось рейхсфюреру, к тому же они с Дитрихом всегда друг друга недолюбливали. Но решения Гитлера были для Гиммлера законом, и он до последних дней поддерживал с Дитрихом ровные отношения. Дитрих попытался именовать своих подчинённых офицерами, а не фюрерами, как это было принято в СС, но ему запретили (с подачи Гиммлера). Но именовать батальоны штурмбаннами, а роты — штурмами заставить Дитриха Гиммлеру не удалось (хотя на бумаге до 1938 года использовались эсэсовские названия).
Дитрих был неплохим спортсменом, а его увлечениями были вполне подходящие для военного виды спорта — стрельба и мотоспорт.
С 24 ноября 1933 года был назначен руководителем оберабшнитта «Восток» (SS — Oberabshnit Ost), штаб-квартира которого находилась в Берлине (назначение было помечено — 01.10.1933). Теоретически Дитрих стал старшим руководителем СС в столице Рейха, но фактически он никогда делами этого оберабшнита не занимался. Этот пост Дитрих номинально занимал до мая 1945 года (14 ноября 1939 года данный оберабшнит стал называться «Шпрее» (SS-Oberabshnit Spree).
В середине июня 1934 года Дитрих сопровождал Гитлера в его поездке в Италию, к Бенито Муссолини.
27 июня, в среду, Дитрих во исполнения приказа фюрера встретился с начальником Управления вермахта Имперского военного министерства генерал-майором Вальтером фон Рейхенау на предмет получения автотранспорта для переброски в Баварию личного состава «Лейбштандарта» и стрелкового оружия, включая пулемёты. 29 июня Дитрих прибыл в Бад-Годесберг, в гостиницу «Дрезден», где присоединился к фюреру. Оттуда они отбыли в Бонн, где сели на трёхмоторный «Юнкерс» и в 4 часа утра 30 июня прибыли в Мюнхен. До этого, около полуночи Дитрих получил приказ сосредоточить две роты «Лейбштандарта» на полустанке Кауферин (пригород Мюнхена) и быть готовым к действию. По прибытие в Мюнхен Дитрих сразу возглавил своих людей. Из Кауферина люди Дитриха выдвинулись в Бад-Висзее, где в пансионате находился Эрнст Рём и его подчинённые по СА. Но пока они добирались до цели, всё было уже кончено. Штурмовиков увезли в Мюнхен и поместили в тюрьму Штадельхайм. Таким образом, на первом этапе «Ночи длинных ножей» Дитрих и его люди занимались тем, что катались по просёлочным дорогам под Мюнхеном. В Бад-Висзее Дитрих получил новый приказ — срочно вернуться в Мюнхен, в распоряжение фюрера. Прибыв на Бриннерштрассе 45 (там располагался так называемый «Коричневый дом») Дитрих получил из рук Гитлера список руководителей СА, где рукой фюрера, крестом были отмечены, подлежащие расстрелу. Дитрих быстро собрал команду и во главе неё отправился в тюрьму Штадельхайм, куда они и прибыли около 19 часов. Одна из версий концовки этих событий гласит, что Дитрих выстроил своих людей и приказал выводить арестованных… Вместе с другими высокопоставленными штурмовиками в мюнхенской тюрьме был расстрелян и руководитель полиции города, обергруппенфюрер СА Август Шнайдхубер — фронтовик Первой мировой войны и давний друг Дитриха. В Берлине действиями «Лейбштандарта» руководил штурмбаннфюрер СС Мартин Кольрозер.
За безупречное проведение этой «операции» 1 июля 1934 года Йозефу Дитриху было присвоено звание обергруппенфюрера СС (на тот момент — высшее звание в иерархии СС).

## «Цветочные войны»
28 февраля 1935 года Дитрих во главе группы «Лейбштандарта» вступил в столицу Саара — Саарбрюккен.
В дальнейшем Дитрих сопровождал Гитлера в поездках по стране, а бойцы подчинённого ему «Лейб-штандарта» несли почётный караул практически во всех местах пребывания фюрера.
В 1936 году подразделения «Лейбштандарта» первыми вошли в Рейнскую демилитаризованную зону.
Дитрих обладал солдатской смекалкой, храбростью, его любили бойцы, но его военно-теоретический уровень был не очень высок. И он это понимал — в 1936 году прошёл курс командира моторизованной части в Цоссене, а в 1938 — курс командира танковой дивизии в танковой школе в Вюнсдорфе. Негибкий и довольно самоуверенный Дитрих постоянно ввязывался в конфликты как с руководством СС так и с другими государственными и армейскими инстанциями. Конфликт с Паулем Хауссером достиг апогея весной 1938 года. За спиной Хауссера стоял Гиммлер, и Хауссер открыто говорил о грядущей отставке Дитриха. Но в последний момент Гиммлер стал искать компромисс. Дитрих тоже понял, что переборщил, и пошёл на попятную. В итоге Дитрих согласился выделить кадры «Лейб-штандарта» для формирования нового полка СС «Фюрер», чтобы его подчинённые занимались по программе частей усиления СС, а Хауссер получил право проверять уровень подготовки «Лейб-штандарта».
В 1937 году Дитрих познакомился с Урсулой Монингер (родилась в 1915 году), дочерью владельца известного пивоваренного завода в Карлсруэ. Несмотря на то, что оба были в браках, их роман стал стремительно развиваться (от их связи у Дитриха было три сына — Вольф Дитер (1939), Лутц (20 марта 1943) и Гетц Губертус (23 ноября 1944).
В марте 1938 года личная гвардия фюрера была включена в состав XVI корпуса генерал-лейтенанта Гейнца Гудериана, осуществившего аншлюс Австрии. Им было поручено занять родной город Гитлера — Линц. За эту «операцию» Дитрих получил Медаль в память 13 марта 1938 года. В составе того же корпуса бойцы Дитриха участвовали в оккупации Судетской области (октябрь 1938) и оккупации Чехии (март 1939). За это Дитрих был награждён Медалью в память 1 октября 1938 года с пристёжкой «Пражский град».

## Вторая мировая война

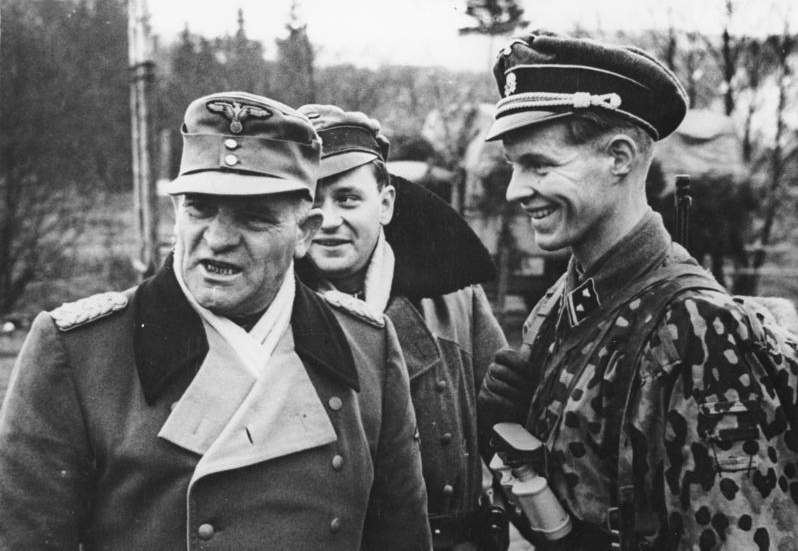
Йозеф Дитрих (слева) на фронте в январе 1945 года

Война для Дитриха началась 1 сентября 1939 года, когда вверенное ему подразделение вторглось в Польшу. «Лейбштандарт» участвовал в боях за Лодзь и Варшаву, в сражении на Бзуре. В конце сентября эсэсовцев перебросили под Модлин. Сам же Дитрих 25 сентября, во главе 15-го мотоциклетного штурма, прибыл в Гузов, где находился Гитлер, — Модлин же пал только 29 сентября. Гитлер немедленно наградил Дитриха шпангой к Железному кресту 2-го класса, а 27 сентября ещё и присвоил шпангу к Железному кресту 1-го класса.
По окончании Польской кампании «Лейбштандарт» был переброшен в Прагу (куда прибыл 4 октября 1939 года), где осуществлял оккупационные функции. Однако Дитрих недолго пробыл вместе со своей частью и уже в конце месяца был в Берлине.
Участвовал в Голландской операции и Французской кампании, за что 4 июля 1940 года был награждён Рыцарским крестом. 19 ноября 1940 получил также звание генерала войск СС. В начале 1941 находившаяся под командованием Дитриха часть переименована в бригаду СС «Лейбштандарт СС Адольф Гитлер».
В марте — апреле 1941 года воевал на Балканах, в июне 1941 — июле 1942 года — на территории СССР («Лейбштандарт» входил в резерв группы армий «Юг» и, по мере необходимости, придавался той или иной армии). Отличился в битве под Ростовом в ноябре — декабре 1941, за что 31 декабря 1941 года был награждён Дубовыми листьями к Рыцарскому кресту.
В ноябре 1942 бригада переформирована в моторизованную дивизию. В январе — марте 1943 года участвовал в третьей битве за Харьков. 14 марта 1943 года награждён Мечами к Рыцарскому кресту с Дубовыми листьями.
С июля 1943 по август 1944 года командовал 1-м танковым корпусом СС «Лейбштандарт СС Адольф Гитлер». В 1944 генерал-фельдмаршалу Эрвину Роммелю — непосредственному командиру Дитриха — удалось привлечь его на свою сторону, Дитрих обещал, что в случае антигитлеровского переворота его корпус будет выполнять только приказы Роммеля.
С июня 1944 участвовал в боях в Нормандии. 1 августа 1944 года получил звание оберст-группенфюрера СС и генерал-полковника танковых войск СС.
6 августа 1944 года награждён Бриллиантами к Рыцарскому кресту с Дубовыми Листьями и Мечами, став шестнадцатым из 27 человек, удостоенных этой высокой наградой. С 9 августа 1944 командующий 5-й танковой армией. 6 сентября 1944 назначен командующим сформированной 6-й танковой армии, предназначенной для контрнаступления в Арденнах. Возражал против плана наступления, считая его нереальным.
В декабре 1944 — январе 1945 года участвовал в Арденнской операции, где армия понесла серьёзные потери от превосходящих сил союзников. После неудачи наступления армия Дитриха была переброшена на Восток для проведения контрнаступления в районе озера Балатон.
С марта 1945 года, после переформирования соединения на территории Нижней Австрии, командовал боевыми действиями в Венгрии. В ходе операции «Весеннее пробуждение» — последней наступательной операции вермахта во Второй мировой войне — интенсивными атаками с применением танков Тигр II и Пантера сумел прорвать два эшелона советской обороны, но не смог выполнить поставленную задачу и выйти к реке Дунай, чем вызвал гнев Гитлера, который 14 марта 1945 года запретил всему личному составу «опозорившейся» 6-й танковой армии СС носить почётные нарукавные ленты.
После поражения Дитрих повёл отступающую армию на территорию Австрии. В апреле 1945 войскам Дитриха поручена оборона Вены. 13 апреля, несмотря на категорическое запрещение Гитлера, вывел остатки своей армии из Вены.
8 мая 1945 года Йозеф Дитрих, вместе с остатками 6-й танковой армии СС, в районе австрийского города Кремс сдался в плен военнослужащим 36-й пехотной дивизии 7-й армии США.

## После войны

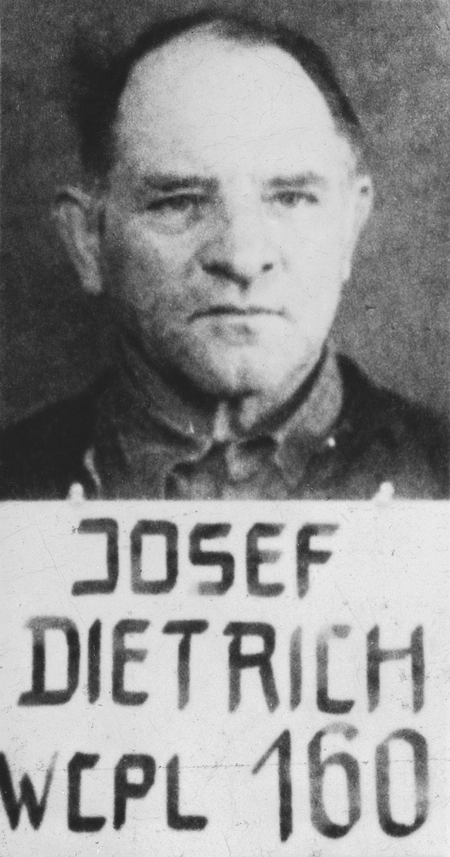
Йозеф Дитрих в заключении

Находясь в американской зоне оккупации Германии, был обвинён в совершении военного преступления — отдании незаконного приказа об уничтожении войсками СС военнослужащих Армии США, взятых в плен в ходе Арденнской операции и, в нарушение Женевской конвенции 1929 года об обращении с военнопленными, расстрелянными в пригороде Мальмеди (Бельгия). В мае 1946 года был признан виновным и осуждён к пожизненному лишению свободы.
В марте 1949 года Комитет Сената США по вооружённым силам признал, что расследование «Бойни у Мальмеди» проводилось с грубыми нарушениями и использованием в отношении обвиняемых незаконных методов воздействия, в связи с чем меры наказания, назначенные осуждённым, были впоследствии пересмотрены (в том числе, пожизненное заключение заменено лишением свободы на срок 25 лет).
Йозеф Дитрих, вместе с другими немецкими военными преступниками содержавшийся под охраной американцев в Ландсбергской тюрьме, по решению общесоюзной комиссии по апелляциям (англ. Joint Allied-Germany clemency board ) 22 октября 1955 года был негласно освобождён от отбывания наказания.
В 1956 году он был арестован властями Западной Германии по обвинению в соучастии в убийствах руководителей СА, совершённых по приказу Гитлера в 1934 году («Ночь длинных ножей»). На процессе косвенным образом в пользу Дитриха свидетельствовал бывший заместитель начальника штаба СА Макс Юттнер, утверждавший, что Рём неоднократно высказывал «опасные планы», подразумевавшие отстранение нацистской верхушки от власти и формирование на базе СА вооружённого ополчения.
При рассмотрении дела Мюнхенским судом присяжных 14 мая 1957 года Дитрих был признан виновным и приговорён к 18 месяцам лишения свободы. Отбывал наказание с августа 1958 года в той же тюрьме, 2 февраля 1959 года был досрочно освобождён по причине ухудшения состояния здоровья.
Остаток жизни провёл в Людвигсбурге. В связи с тем, что жена порвала с ним всякие отношения, всё своё время посвящал работе в Обществе взаимопомощи бывших членов войск СС, добивавшемся признания за ними статуса ветеранов войны, и охоте.
Скончался от сердечного приступа 21 апреля 1966 года в возрасте 73 лет. Похоронен на Новом кладбище Людвигсбурга. На его похоронах присутствовало больше 6 тысяч человек, в том числе бывших эсэсовцев. Идеям нацизма оставался верен до конца. 

## Современники о Зеппе Дитрихе
Отношение к Дитриху его «коллег» во многом определялось тем, что в культурном, образовательном и профессиональном смысле этот человек, сделавший быструю карьеру в СС, занимавший важные должности в военном командовании и удостоенный высших наград, оставался на уровне провинциального бюргера, мелкого лавочника и фельдфебеля.
Так, генерал-фельдмаршал Герд фон Рундштедт считал его человеком «приличным, но недалёким», а обергруппенфюрер СС Вильгельм Биттрих, в 1939 году бывший начальником штаба Лейбштандарта СС «Адольф Гитлер», вспоминал: «Я как-то потратил целых полтора часа, пытаясь объяснить Зеппу Дитриху обстановку при помощи штабной карты. Это было совершенно бесполезно. Он совсем ничего не понимал».

## Присвоение воинских званий
- Штурмфюрер СС (1 июня 1928)
- Штурмбаннфюрер СС (1 августа 1928)
- Штандартенфюрер СС (18 сентября 1929)
- Оберфюрер СС (10 октября 1930)
- Группенфюрер СС (18 декабря 1931)
- Обергруппенфюрер СС (1 июля 1934) и генерал войск СС (19 ноября 1940)
- Оберстгруппенфюрер СС и генерал-полковник танковых войск СС (1 августа 1944)

## Награды
Первая мировая война и межвоенный период
- Нагрудный знак «За ранение» в чёрном (1916);
- Железный крест 2-го класса (14.11.1917) (Королевство Пруссия);
- Железный крест 1-го класса (июнь 1918) (Королевство Пруссия);
- Крест «За военные заслуги» 3-го класса с короной и мечами (05.07.1918) (Королевство Бавария);
- Силезский Орёл[5] 2-й и 1-й степени (1919) (Веймарская республика);
- Памятный знак танкиста[6] (1921) (Веймарская республика);

Награды в эпоху национал-социализма
- Золотой партийный знак НСДАП (1933);
- Медаль «В память 9 ноября 1923 года» («Орден крови», № 10) (9 ноября 1933);
- Почётный крест ветерана войны с мечами (1934)
- Медаль «В память 13 марта 1938 года»;
- Медаль «В память 1 октября 1938 года» с пристёжкой «Пражский Град» (Prager Burg);
- Шпанга к Железному кресту 2-го класса (25 сентября 1939);
- Шпанга к Железному кресту 1-го класса (27 октября 1939);
- Рыцарский крест Железного креста
  - Рыцарский крест (4 июля 1940)
  - Дубовые Листья (№ 41) (31 декабря 1941)
  - Мечи (№ 26) (14 марта 1943)
  - Бриллианты (№ 16) (6 августа 1944)[7]
- Медаль «За зимнюю кампанию на Востоке 1941/42»
- Знак за ранение в серебре (1939)
- Знак «Лётчик-наблюдатель» в золоте с бриллиантами (1943)
- Крымский щит
- Медаль «За выслугу лет в вермахте» 3-го класса;
- Медаль За выслугу лет в НСДАП в бронзе и серебре;
- Шеврон старого бойца
- Спортивный знак СА в золоте;
- Спортивный знак Германского рейха в золоте;
- Немецкий Олимпийский почётный знак 2-го класса;
- Кольцо «Мёртвая голова»
- Почётная шпага рейхсфюрера СС

Иностранные награды
- Австро-Венгерский крест «За военные заслуги»
- Австро-Венгерская бронзовая медаль «За отвагу» (1916)
- Итальянский орден Святых Маврикия и Лазаря, большой крест
- Итальянский Савойский Военный орден, большой крест
- Итальянский орден Короны Италии, большой крест
- Румынский орден Короны Румынии, большой крест (16 июля 1942)[8]

### На русском языке
- Залесский К. А. Командиры «Лейбштандарта». — М.: АСТ, 2007. — 320 с. — 3000 экз. — ISBN 5-271-15892-6.
- Залесский К. А. СС. Охранные отряды НСДАП. — М.: Эксмо, 2005. — 672 с. — 5000 экз. — ISBN 5-699-09780-5.
- Залесский К. А. Кто был кто в Третьем рейхе. — М.: АСТ, 2002. — 944 с. — 5000 экз. — ISBN 5-271-05091-2.
- Митчем С., Мюллер Дж. Командиры Третьего рейха. — Смоленск: Русич, 1995. — 480 с. — (Тирания). — 10 000 экз. — ISBN 5-88590-287-9.
- Гизевиус Г. Б. До горького конца. Записки заговорщика. — Смоленск: Русич, 2002. — 688 с. — 7000 экз. — ISBN 5-8138-0381-5.
- Хёне Х. Чёрный орден СС. История охранных отрядов. — М.: Олма-пресс, 2003. — 542 с. — 6000 экз. — ISBN 5-224-03843-X.
- Шпеер А. Воспоминания. — Смоленск: Русич, 1997. — 700 с. — 15 000 экз. — ISBN 5-88590-587-8.
- Мессенджер Ч. Гладиатор Гитлера. Вторая мировая глазами генерала СС = Hitler's Gladiator. — Харьков, Белгород: ООО «Книжный клуб „Клуб семейного досуга“», 2009. — 320 с. — 10 000 экз. — ISBN 978-5-9910-0808-2.
- Гордиенко А. Н. Командиры Второй мировой войны. — Т. 2. — Минск, 1998. — ISBN 985-437-627-3
- Эрнст Ганфштенгль. Гитлер. Утраченные годы. Воспоминания сподвижника фюрера. 1927—1944. Издательство Центрполиграф. Москва, 2007 ISBN 978-5-9524-2945-1

### На английском языке
- Barnett C. Hitler's Generals. — New York, NY: Grove Press, 1989. — 528 p. — ISBN 0-802-13994-9.
- Ulrich von Hassell. The von Hassell Diaries, 1938—1944: The Story of the Forces Against Hitler Inside Germany. — Whitefish, MT: Kessinger Publishing, 2007. — 416 p. — ISBN 1-432-57056-0.
- Charles Messenger. Hitler's gladiator: The Life and Times of Oberstgruppenführer and Panzergeneral-Oberst der Waffen-SS Sepp Dietrich. — Herndon, Va: Potomac Books, 1988. — 245 p. — ISBN 0-080-31207-1.
- Reitlinger G.[англ.]. The SS: Alibi of a Nation, 1922 - 1945. — Cambridge, MA: Da Capo Press, 1989. — 528 p. — ISBN 0-306-80351-8.
- Stein G. H. The Waffen SS: Hitler's Elite Guard at War, 1939—1945. — Ithaca, NY: Cornell University Press, 1984. — 330 p. — ISBN 0-801-49275-0.
- James J. Weingartner. Hitler's Guard: The Story of the Leibstandarte SS Adolf Hitler, 1933—1945. — Carbondale and Edwardsville, IL: Southern Illinois University Press, 1974. — 194 p. — ISBN 0-809-30682-4.